# Chartreuse d'Auray
La chartreuse d'Auray (autrement dénommée chartreuse Saint-Michel du Champ par égard à une précédente collégiale du même nom)  est située sur la commune de Brech, dans le Morbihan .

## Historique
La chartreuse d'Auray est fondée au XVe siècle :

« La Chartreuse a été construite à la suite de la bataille d'Auray qui oppose Jean de Montfort à son cousin et rival Charles de Blois, pour le Duché de Bretagne. L’affrontement coûte la vie à Charles de Blois et met fin à la guerre de succession de Bretagne. En 1382, Jean IV de Montfort, devenu duc de Bretagne, fait alors construire la collégiale Saint-Michel du Champ  en mémoire des combattants morts. En 1482, les Chartreux s’y installent. »

 Ils occupent les lieux pendant plus de 300 ans.
La Révolution expulse les religieux en 1791. L'ancien monastère dont l'église avait été rebâtie sous Louis XV est confisqué, déclaré  bien national et mis en vente aux enchères. Plusieurs propriétaires successifs le démantèlent partiellement, rasant notamment les cellules du grand cloître, et laissent se dégrader certains bâtiments inoccupés. À cette époque se déroule dans le marais de Kerzo, à 1 km de distance de la Chartreuse, en direction d'Auray, la tragédie de l'exécution des chouans et des royalistes émigrés engagés dans l'armée anglaise et condamnés à mort par les commissions militaires d'Auray à la suite du débarquement à Quiberon (1795). Amenés au bord de tranchées creusées dans le lieu nommé dès 1795 Champ des Martyrs, ils sont fusillés par les troupes républicaines sous le commandement du général Hoche et sommairement enterrés dans ces fosses improvisées et mal comblées. 
En 1808, Gabriel Deshayes, curé d'Auray, parvient grâce au soutien d'un bienfaiteur à acheter ce qui subsiste de l'ancienne Chartreuse et en entreprend la restauration. En 1812, il y installe la congrégation des Filles de la Sagesse, chargée de l'éducation de personnes sourdes et malentendantes. À sa demande les ossements des victimes de Quiberon sont exhumés du champ des Martyrs dès le début de la Première Restauration pour être solennellement translatés, le 15 mai 1814, dans un caveau funéraire de la Chartreuse, où le duc d'Angoulême, fils de Charles X vient se recueillir la même année. La construction d'un, puis de deux monuments commémoratifs distincts est alors projetée, dont la réalisation est confiée à l'architecte Auguste Caristie. Le 20 septembre 1823, Madame Royale, duchesse d'Angoulême, seul enfant survivant de Louis XVI et de Marie-Antoinette pose la première pierre d'une part, de la Chartreuse, du monument de Quiberon dit aussi chapelle sépulcrale, destiné à abriter le mausolée et d'autre part, sur le champ des Martyrs, de la chapelle expiatoire. Les deux édifices sont inaugurés le 15 octobre 1829.   
Le cloître fait l’objet d’une inscription au titre des monuments historiques depuis le 25 septembre 1928.

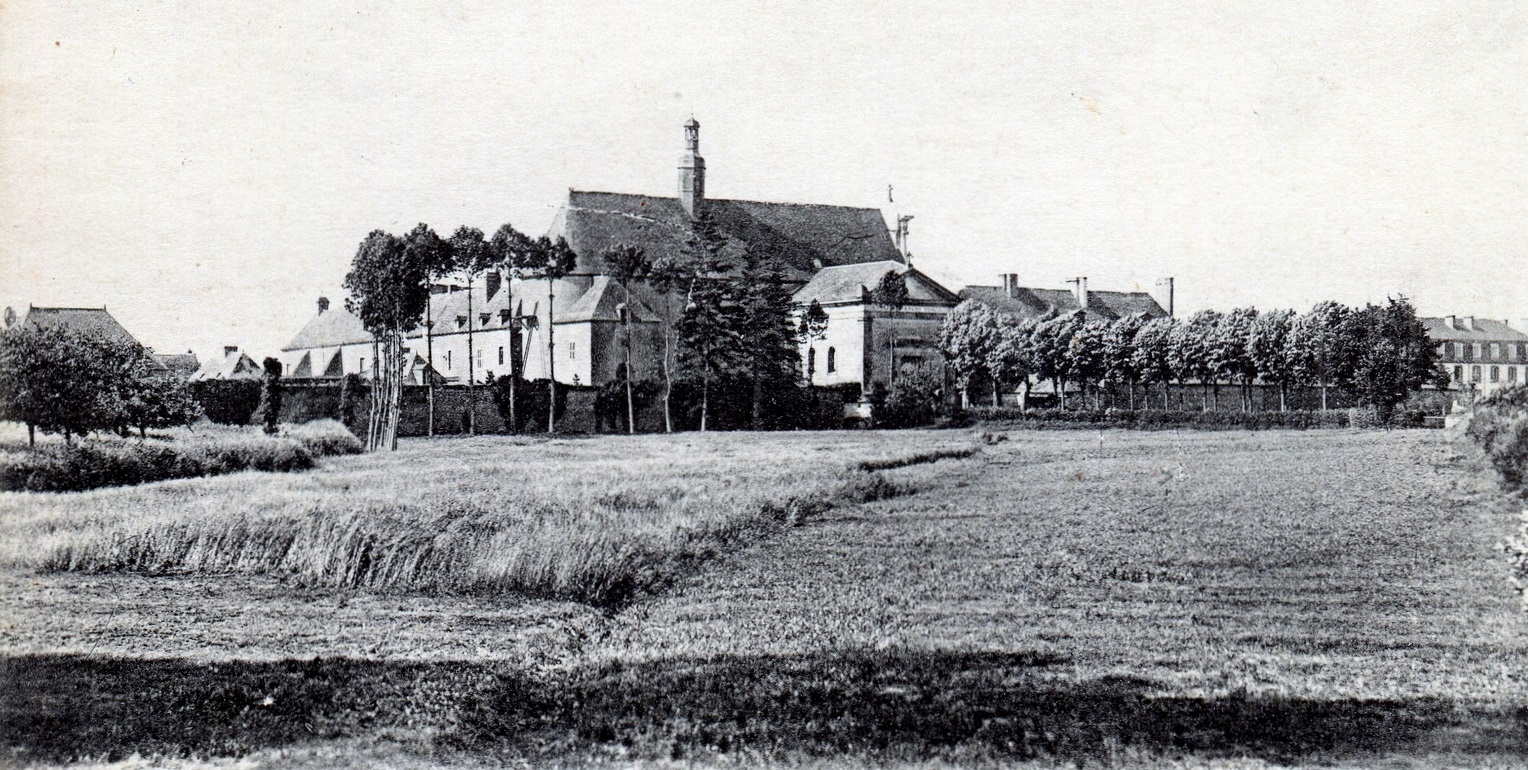
La Chartreuse d'Auray au début du XXe siècle : vue d'ensemble (carte postale Léon & Lévy).
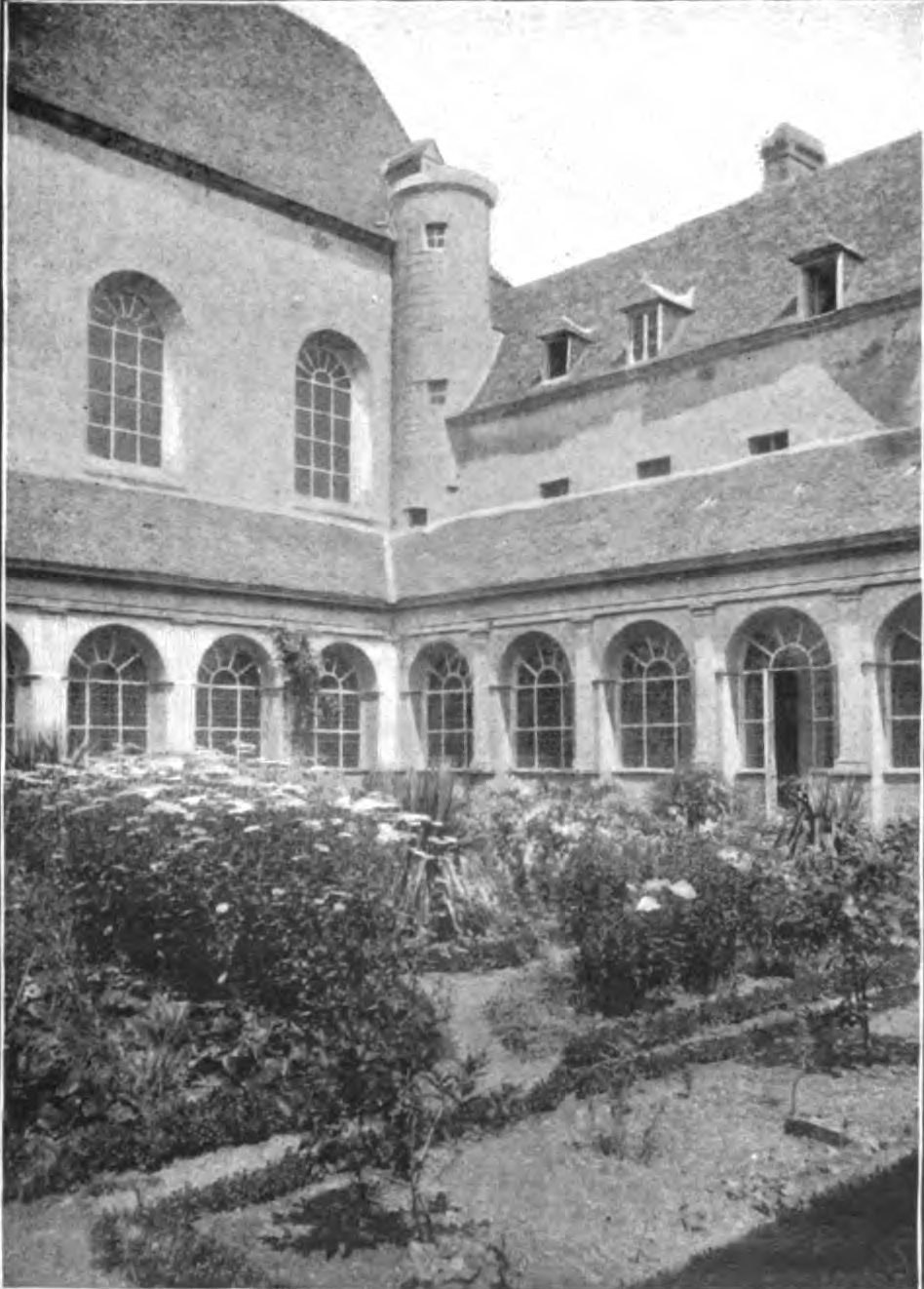
Le Cloître de la Chartreuse d'Auray en 1904.
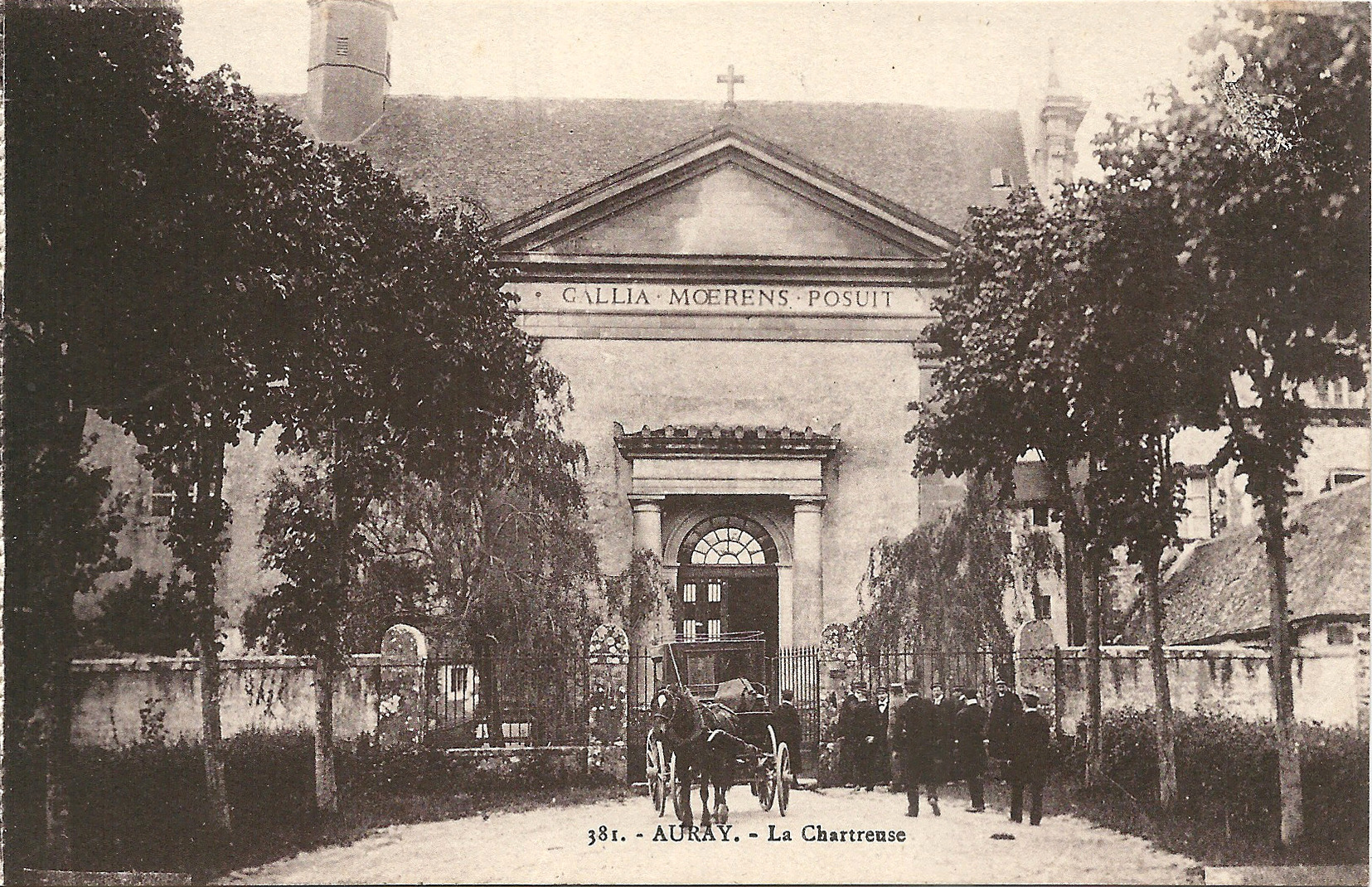
L'entrée de la Chartreuse d'Auray vers 1930.

La chapelle, le réfectoire et la chapelle élevée à la mémoire des victimes de Quiberon font l’objet d’une inscription au titre des monuments historiques depuis le 25 octobre 1943.
Après un incendie dévastateur survenu dans la nuit du 13 au 14 septembre 1968 (un autre incendie l'avait déjà dévastée au XIXe siècle), la Chartreuse d'Auray a été partiellement reconstruite. 
Elle est toujours (en 2020) propriété de la Congrégation des Filles de la Sagesse et abrite un EHPAD géré par une association à but non lucratif de type loi de 1901.

## Architecture

### La Chartreuse
Le cloître date du XVIIe siècle, la chapelle des environs de 1720 et le réfectoire construit vers 1630 ; il est couvert d'une voûte lambrissée peinte et décorée vers 1750 et les boiseries à la base des murs ont été conservées. Le cloître est inscrit monument historique par arrêté du 25 septembre 1928, la chapelle et le réfectoire par arrêté du 1er octobre 1943.

### La chapelle sépulcrale

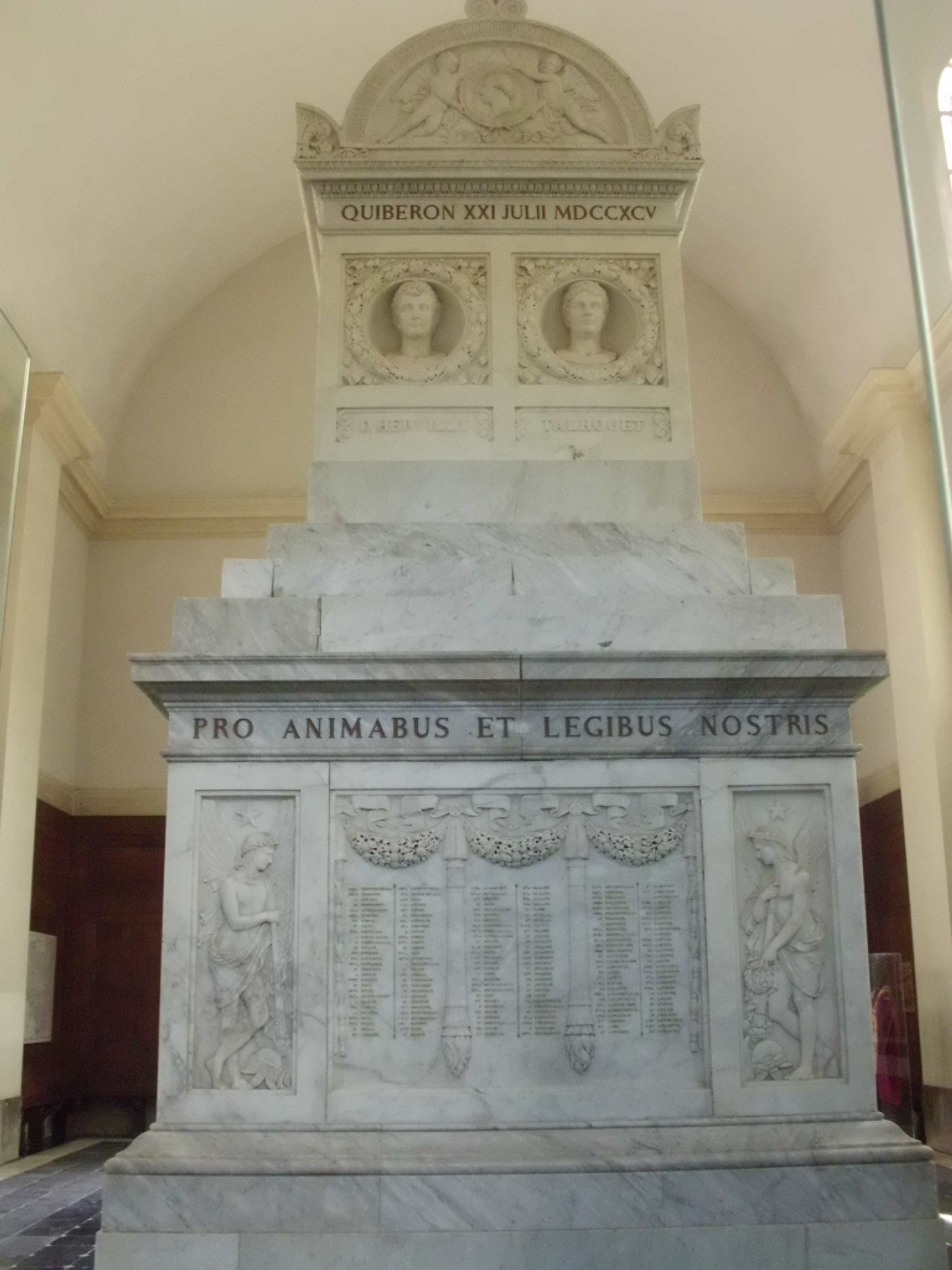
Le mausolée en marbre blanc de la chapelle sépulcrale.

Le mausolée en marbre blanc de la chapelle sépulcrale, édifié sur le caveau où sont réunis les ossements des émigrés fusillés en 1795, porte l'inscription en latin : "QUIBERON XXI JULH MDCCXCXV W PRO DEO, PRO REGE NEFARIE TRUCIDATI"("Quiberon le 21 juillet 1795, indignement immolés pour Dieu et pour le Roi"). Sur les trois côtés du soubassement, on lit les noms de 952 victimes. 
« Les sculptures abondent : bustes de personnages royalistes, représentations de divers épisodes du débarquement (...), des bas-reliefs où le duc d'Angoulême prie sur les ossements des victimes, où la duchesse d'Angoulême pose la première pierre du mausolée ».

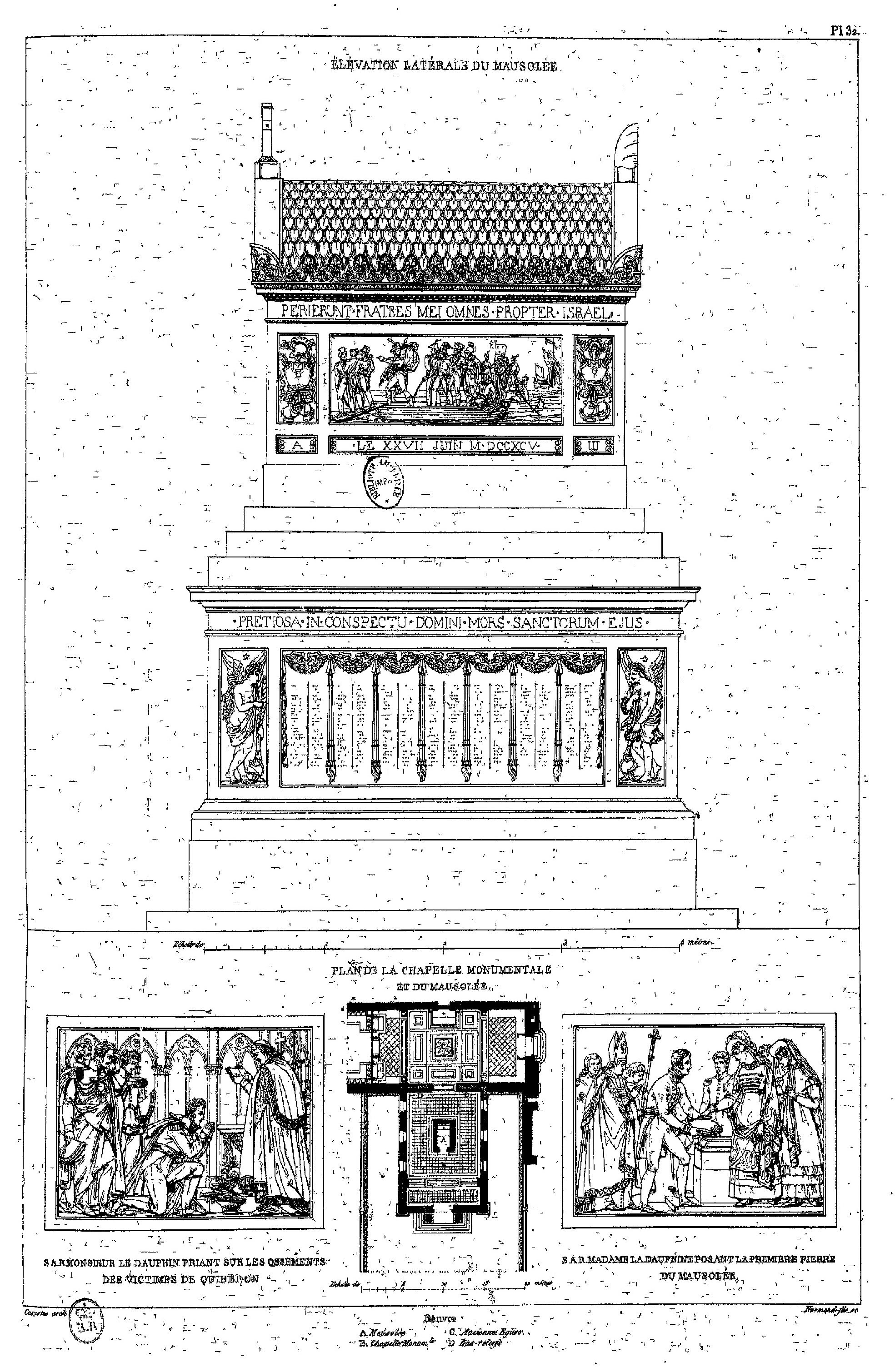
Plans du mausolée dessinés en 1832 par Louis-Marie Normand.
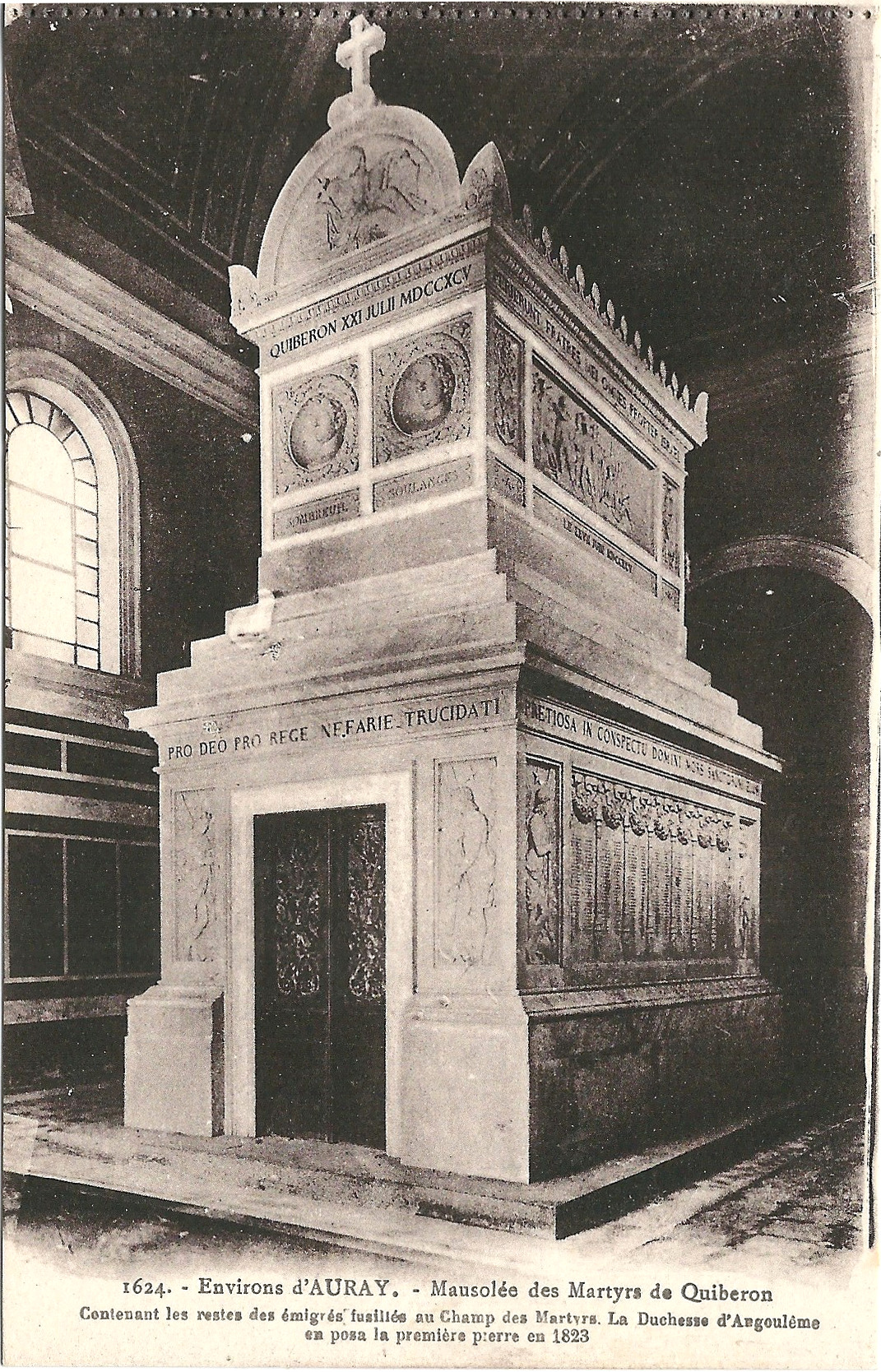
Le mausolée de la chapelle sépulcrale vers 1930 (carte postale).

La chapelle sépulcrale est inscrite monument historique par arrêté du 1er octobre 1943.